# Howard Levi
Ne doit pas être confondu avec Howard Levy.
Pour les articles homonymes, voir Levi.
Howard Levi (né le 9 novembre 1916 à New York où il est mort le 11 septembre 2002) est un mathématicien américain qui travaillait principalement en algèbre et dans l'enseignement des mathématiques. Levi a été très actif lors des réformes éducatives aux États-Unis, ayant proposé plusieurs nouveaux cours pour remplacer les cours traditionnels.

## Biographie
Levi étudie à la Columbia University avec un Bachelor en 1937 ; il obtient un Ph. D. en mathématiques à l'université Columbia en 1942 sous la supervision de Joseph Ritt (On the structure of differential polynomials and on their theory of ideals). Il entre ensuite comme chercheur au sein du projet Manhattan,. De 1943 à 1962, il est à l'université Columbia. Il est ensuite professeur au Herbert H. Lehman College de la City University of New York (au début le Hunter College qui devient le Lehman College en 1968) ; il y reste jusqu'à son éméritat.

## Contributions
À l'université Wesleyenne, Levi dirige un groupe qui développe un cours de géométrie pour les étudiants du secondaire qui traite la géométrie euclidienne comme un cas particulier de géométrie affine,. Une grande partie du matériel de ce cours est basée sur son livre Foundations of Geometry and Trigonometry.
Son livre Polynomials, Power Series, and Calculus, écrit pour être un manuel d'initiation en calcul infinitésimal présente une approche innovante.
Le processus de réduction de Levi porte son nom.
Au cours de ses dernières années, il tente de trouver une preuve du théorème des quatre couleurs qui ne repose pas sur les ordinateurs au moyen d'une formulation algébrique. Il réussit au cours de discussions avec Don Coppersmith, Melvin Fitting, Alan J. Hoffman et Paul Meyer qui complètent sa démonstration après sa mort,. D'autres formulations algébriques équivalentes du théorème des quatre couleurs ont été données aussi par exemple par Youri Matiiassevitch, Noga Alon ou  Michal Mňuk.

## Publications (sélection)

### Livres
- Elements of Algebra, Chelsea Publishing Company, 1953, 1956, 1960, 1961[12],[13],[14],[15].
- Elements of Geometry, Columbia University Press, 1956
- Foundations of Geometry and Trigonometry, Prentice Hall, 1956 et 1960[16],[17].
- Fundamental Concepts of Mathematics, 1957.
- Modern Coordinate Geometry: A Wesleyan Experimental Curricular Study, co-écrit avec C. Robert Clements, Harry Sitomer, et al., pour le « School Mathematics Study Group », 1961.
- Polynomials, Power Series, and Calculus, Van Nostrand, 1967, 1968.
- Topics in Geometry 1968, 1975[18].

### Articles sélection)
- « On the values assumed by polynomials », Bulletin of the American Mathematical Society, vol. 45, no 8,‎ 1939, p. 570–575 (lire en ligne).
- « Composite polynomials with coefficients in an arbitrary field of characteristic zero », American Journal of Mathematics, vol. 64, no 1,‎ 1942, p. 389–400 (lire en ligne).
- "Composite polynomials with coefficients in an arbitrary field of characteristic zero". Amer. J. Math. 64 (1942), no. 1, pp. 389–400. (LINK)
- « On the structure of differential polynomials and on their theory of ideals », Transactions of the American Mathematical Society, vol. 51,‎ 1942, p. 532–568 (lire en ligne).
- « A characterization of polynomial rings by means of order relations », Amer. J. Math., vol. 65, no 2,‎ 1943, p. 221–234 (lire en ligne).
- « Exact nth derivatives », Bull. Amer. Math. Soc., vol. 49, no 8,‎ 1943, p. 631–636 (lire en ligne).
- « The low power theorem for partial differential polynomials », Annals of Mathematics Second series, vol. 46, no 1,‎ 1945, p. 113–119 (lire en ligne).
- « A geometric construction of the Dirichlet kernel », Transactions of the New York Academy of Sciences, Series II, vol. 36, no 7,‎ 1974, ;640–643 (DOI 10.1111/j.2164-0947.1974.tb03023.x).
- « An algebraic reformulation of the four color theorem », publié à titre posthume par Don Coppersmith, Melvin Fitting et Paul Meyer.

### Exposés divers
- « Why Arithmetic Works », The Mathematics Teacher, vol. 56, no 1,‎ 1963, p. 2-7 (lire en ligne).
- « Plane Geometries in Terms of Projections », Proceedings of the American Mathematical Society, vol. 16, no 3,‎ 1965, p. 503–511 (lire en ligne).
- « An Algebraic Approach to Calculus », Transactions of the New York Academy of Sciences, Série II, vol. 28, no 3,‎ 1966, p. 375–377 (DOI 10.1111/j.2164-0947.1966.tb02349.x).
- « Classroom Notes: Integration, Anti-Differentiation and a Converse to the Mean Value Theorem », American Mathematical Monthly, vol. 74, no 5,‎ 1967, p. 585–586 (lire en ligne).
- « Foundations of Geometric Algebra », Rendiconti di Matematica, Série VI, vol. 2,‎ 1969, p. 1–32.
- « Geometric Algebra for the High School Program », Educational Studies in Mathematics, vol. 3, nos 3-4,‎ 1971, p. 490–500 (lire en ligne).
- « Geometric Versions of Some Algebraic Identities », Annals of the New York Academy of Sciences, vol. 607,‎ 1990, p. 54–60.